# Grewia aldabrensis
Grewia aldabrensis é uma espécie de angiospérmica da família Tiliaceae.
Só pode ser encontrada em Seychelles.
Está ameaçada por perda de habitat.